# 北條美智留
北條 美智留（ほうじょう みちる、1930年2月9日 - 2018年9月6日）は、日本の元女優、元声優。新字体で北条 美智留と表記されることもある。六芸社に所属していた。父は劇作家、著述家の北條秀司。

## 略歴
神奈川県足柄下郡小田原町（現：小田原市）出身。1939年4月、父秀司が劇作家の専業になるために箱根登山鉄道を退社し東京市麻布笄町（現：港区西麻布4丁目）に転居した後、戦火が激しくなってきた1945年4月に足柄下郡箱根町強羅に疎開して3年間を過ごす。終戦後の1948年4月に鎌倉郡大船町山崎（現:鎌倉市）に転居した後、1952年3月に同じ鎌倉市内の現自宅に転居し、2018年に亡くなるまでの66年間をこの家で過ごした。
幼い頃から父の執筆活動のアシスタントをしながら劇団俳優座の養成所に通い、父の仕事先であった新国劇や劇団若獅子で舞台女優として活躍する。初舞台は、ベルトルト・ブレヒト作『第三帝国の恐怖と貧困』の男の子役だった。その後は劇団新人会の立ち上げに参加し活動した後、六芸社に所属していた。
1957年、『名馬チャンピオン』吹き替え版の少年役が声優としてのデビュー作となる。以降、吹き替え業界で北條は少年役が“芸塔”となり、1957年から1966年まで放送された『名犬ラッシー』でのジェフ少年が当たり役となった。その後も『落ちた偶像』などに出演し、吹き替えやCM、アニメの声優としても活躍した。
1980年代、舞台活動に専念するため声優活動を廃業。舞台女優としての活動も、後進の育成指導のために1990年頃より徐々に出演を減らすようになり、1996年の父の死去後に引退。
女優引退後は自宅で父の遺品と著作物の管理を行っていたが、2003年より東海大学情報史料学研究所の協力の下で父の著作物の展示会や演劇を開催するようになってからは、イベントの監修などに携わるようになる。晩年は、東海大学の研究員と共に自宅で父の遺品や著作物の管理、展示会や舞台作品の監修や演出、講演などを中心に活動していた。
2018年9月6日に死去。急逝だったという。88歳没。生涯独身であった。

## 人物
趣味はゴルフ、書道、皮染色工芸。
俳優の緒形拳とは、緒形の次兄が美智留と俳優養成所の同期であったことや、緒形自身が新国劇に在籍していた一時期に北條家に居候していたり芸名を付けてもらった間柄で大変親しい仲であり、2004年11月3日には東海大学内で緒形と共にトークイベントを開いている。
声優としての活動は少年役が多く、本人は「自分の声はあまり少年的でない」としつつも「やりやすいのは13～18歳くらいの少年役」と答えている。また、演じる際は「声を意識して作ろうとすれば、宝塚歌劇団の男役のように不自然になる」と話し、声を変えることよりも“少年の心になりきる”ことを大事にしていた。
『名犬ラッシー』出演時は、放送局のTBSと「それ以外の作品には出演しない」という趣の契約を結んでいたという。また、後年に同作が再放送される際は吹き替えを再録音する企画があがるも立ち消えになったといい、これに北條は「録音技術が上がったことで、当時と迫真力が数倍変わった」と述べ「あまり機械的になると、芝居をやったという充実感は逆に消えてしまう」と発言していた。

## 出演

### 映画
- ひめゆりの塔（1953年） - 嘉敷米子 役
- 森は生きている（1956年） - 八月 役
- 夜の鴎（1957年） - かく子 役

### テレビドラマ
- 小さな客（1953年、NHK）
- 拳銃と讃美歌（1954年、NHK）
- 聖夜の街角（1954年、NHK）
- 幸福な王子（1960年、NHK）

### テレビアニメ
- エイトマン（1963年、シン博士）
- 鉄腕アトム 第56話「地球防衛隊」（1964年、ナンバー7（宮本武蔵））
- 0戦はやと（1964年、東隼人）[5]
- 冒険少年シャダー（1967年、シャダー）
- 鉄腕アトム（1980年 - 1981年、幼年期のアトラス）

### 劇場アニメ
- 鉄腕アトム 宇宙の勇者（1964年、ナンバー7（宮本武蔵）） - 「北条ミチル」名義

### 吹き替え

#### テレビドラマ
- 走れ！名馬チャンピオン／名馬チャンピオンの冒険（1957年、リッキー・ノース）[4]
- 名犬ラッシー（1957年 - 1966年 - ジェフ・ミラー）[4]
- ライフルマン（1960年 - 1963年、マーク・マケイン）
- 歌って踊って恋をして（1964年）
- 逃亡者（1964年）
  - #40（ショーン〈ドナルド・ロズビー〉）
  - #89（コーラリー〈アントワネット・バウワー〉）

#### 映画
- 落ちた偶像
- ブルックリン横丁（ニーリー）※NHK版
- 夜の道（ジョーイ）

#### アニメーション
- ロッド・ロケット（英語版）（ロッド）
- 科学少年J.Q（J.Q.漂流記）（ハジ）
- 雪の女王（カイ）※劇場公開版・NHK版

#### テレビ番組
- ディズニーランド

## 人形劇
- コーサラの王子（1964年）
- 空中都市008（1969年 - 1970年、クリス）
- ちびっこモグ（1969年）

### テレビ番組
- 今晩はメイコです

## 主宰・展示会監修 等
- 劇作家 北條秀司展（2003年）
- 北條秀司の舞台（2004年）
- 北條秀司をめぐる人びと（2007年）
- 劇作家北條秀司 箱根への憶（おも）い（2008年）
- 王将 －坂田三吉の生涯－（2009年、2011年）